# Aymen Sliti
Aymen Sliti (Hengelo, 24 marzo 2006) è un calciatore olandese, attaccante del Feyenoord.

## Carriera

### Club
Cresciuto nel settore giovanile del Feyenoord, con cui ha firmato il suo primo contratto professionistico nel gennaio del 2021; l'11 marzo 2025 ha debuttato in prima squadra nella partita di ritorno degli ottavi di finale di Champions League persa 2-1 contro l'Inter e cinque giorni dopo, all'esordio nella prima divisione olandese, ha segnato il suo primo gol in competizioni professionistiche, nella trasferta vinta 6-2 contro il Twente.

### Nazionale
Ha giocato nelle nazionali giovanili olandesi Under-16, Under-17, Under-18 ed Under-19.

## Statistiche

### Presenze e reti nei club
Statistiche aggiornate al 18 maggio 2025.
| Stagione        | Squadra         | Campionato      | Campionato | Campionato | Coppe nazionali | Coppe nazionali | Coppe nazionali | Coppe continentali | Coppe continentali | Coppe continentali | Altre coppe | Altre coppe | Altre coppe | Totale | Totale |
| Stagione        | Squadra         | Comp            | Pres       | Reti       | Comp            | Pres            | Reti            | Comp               | Pres               | Reti               | Comp        | Pres        | Reti        | Pres   | Reti   |
| --------------- | --------------- | --------------- | ---------- | ---------- | --------------- | --------------- | --------------- | ------------------ | ------------------ | ------------------ | ----------- | ----------- | ----------- | ------ | ------ |
| mar.-mag.2025   | Feyenoord       | ED              | 4          | 1          | CO              | 0               | 0               | UCL                | 1                  | 0                  |             | -           | -           | 5      | 1      |
| Totale carriera | Totale carriera | Totale carriera | 4          | 1          |                 | 0               | 0               |                    | 1                  | 0                  |             | -           | -           | 5      | 1      |